# 白色高达
《白色高达》（日语：白いガンダム）是日本动画连续剧《机动战士高达 GQuuuuuuX》的第二集。作为日本动画工作室日升与凯乐的首次合作作品，本集于2025年4月16日日本电视台首播，并在4月19日于BS11等电视台播出。本集主要讲述了虚构纪元宇宙世紀0079年，吉翁公国军少校夏亚·阿兹纳布尔带队在潜入七号殖民卫星群的过程中缴获了作为地球联邦军“V作战”计划关键的最新锐机动战士“高达”，由此改变了一年战争的战局。但夏亚本人最终却在阻止地球联邦军将小行星月神二号撞向吉翁公国军在月球表面的都市格林纳达时意外失踪。留下与其搭档的夏里亚·布尔持续搜索他的踪迹。
本集由鹤卷和哉担任导演，庵野秀明负责编剧。米津玄师在电影先行版《机动战士高达：跨时之战》中演唱的主题曲《Plazma》在本集成为片头曲，而配合片头曲播放的片头动画则由导演鹤卷和哉亲自负责。
本集内容已经在2025年1月17日公映的先行版电影《机动战士高达：跨时之战》中有所呈现。国际媒体评价两极分化，Anime News Network批评本集“粉丝向门槛过高”，而福布斯等媒体则肯定其“重构经典”的创意，整体上认可制作水准但却质疑剧情的深度，形成“制作惊艳但叙事浅白”的总结。最终在怀旧与现代融合中，本集收获多数媒体7分以上的中庸评价。

## 剧情
宇宙世纪0079年，吉翁公国军少校夏亚·阿兹纳布尔亲自带领部下潜入七号殖民卫星群，在证实了联邦军V作战计划的存在后当场决定实施破坏行动。期间在发现一架联邦军的新型机动战士高达，确认了驾驶舱没有人后夏亚就登上高达其夺取，并在之后与联邦军残存机动战士进行了史上第一次机动战士间的战斗。此后，夏亚顺势破坏了联邦军机动战士母舰“木马”并将其夺取。
回到吉翁公国本土的夏亚从弗拉纳岗博士处得知自己的新人类特质后与同样是新人类的夏里亚·布尔结盟，意图推翻吉翁公国掌权的扎比家族。虽然联邦军最终将吉翁势力逼退至太空，但吉翁通过占领具有战略意义的联邦军月神二号小行星基地仍占据优势。作为最后手段，联邦军令小行星所罗门基地转向撞击吉翁控制的冯·布朗月球都市。夏亚主动请缨驾驶加装有阿尔法精神感应系统的高达参与改变所罗门航向的任务，实则暗中破坏计划以实施对吉翁的复仇。然而最终因阿尔法精神感应系统突然失控，导致夏亚本人与所罗门基地的部分区域被吞噬于一个光球之中。此后联邦与吉翁签署停战协议，而夏里亚·布尔则踏上了寻找夏亚的旅程。

## 制作

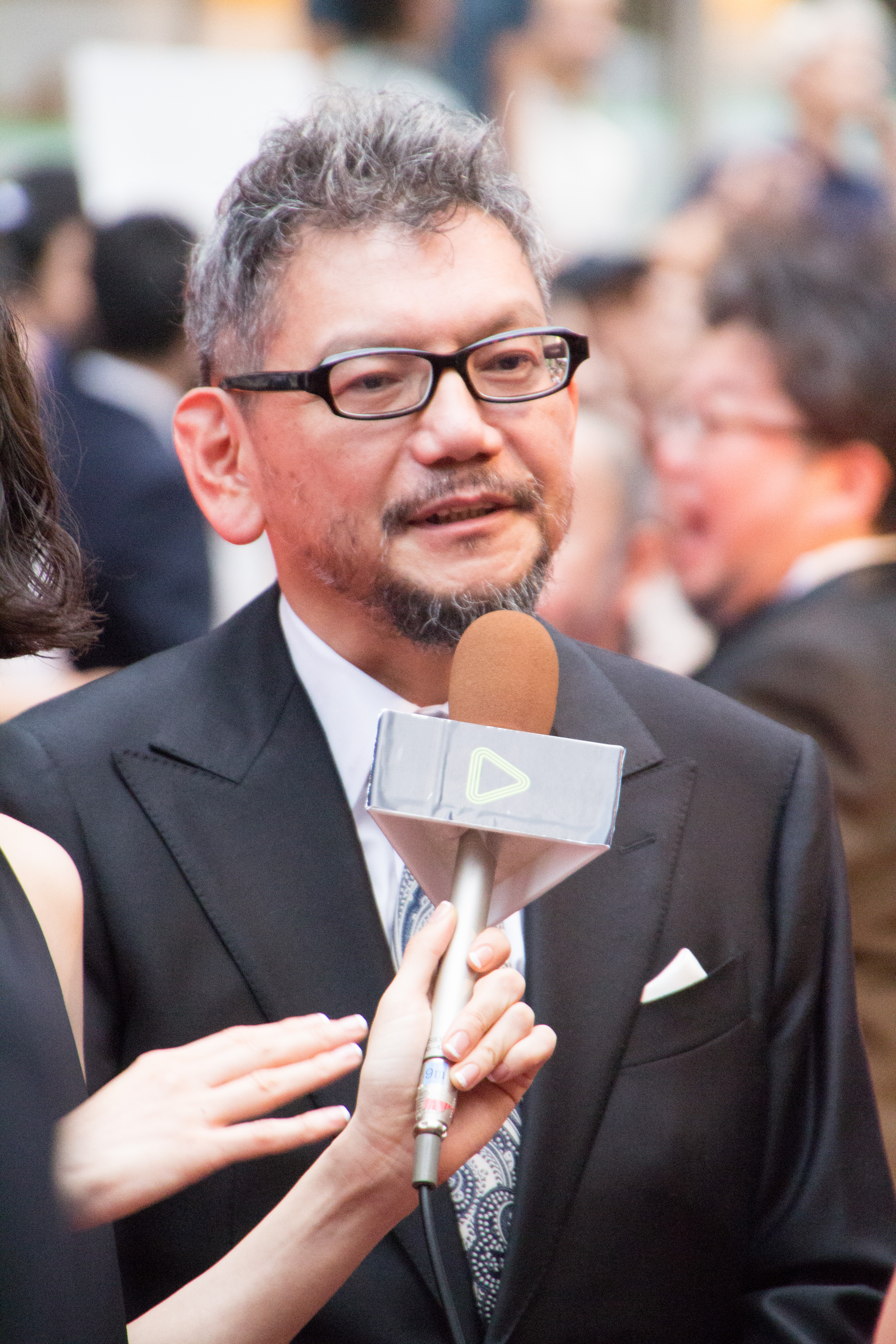
本集编剧庵野秀明

凯乐工作室社长，同时也是因《新世纪福音战士》而被大家熟知的庵野秀明，不光负责本集的剧本创作，还是分镜脚本的首位署名者。开场动画则由本剧导演鹤卷和哉亲自负责分镜制作。配以米津玄师的乐曲《Plazma》的电视版片头动画在本集中被首次使用。

## 解说
与第1集的现代流行画风不同，本集作画虽保留了现代作画的精细度，但从音效到整体氛围都高度还原了初代《机动战士高达》的风格。虽然在夏亚与高达1号机交战的桥段，从机动战士的动作到配色都可以看到与安彦良和的绘画风格相似，但还是保留了凯乐工作室独有的风格表现，比如吉姆脸高达的面罩破碎后露出的四眼造型。本集没有继续讲述天手让叶与GQuuuuuuX的故事，而是回到过去，解释了这部动画连续剧迥异的故事背景。与原版《机动战士高达》中由丹宁、金和史雷德三人执行侦查任务不同，本集中夏亚·阿兹纳布尔代替金，从故事一开始就登场了。由于在原版《机动战士高达》第1集中，因夏亚的部下金无视上司命令擅自行动，导致当时还是平民的阿姆罗·雷登上了高达，由此最终使得吉翁公国在一年战争中败北，金也被爱好者群体称之为“吉翁最大的战犯”。而在本集的故事中，金由于自己的扎古正在修理，夏亚亲自参与了侦查行动，并成功夺取了地球联邦军的最新型机动战士，也改变了最终的战局。一如预期，本集内容基本与电影《机动战士高达：跨时之战》中的部分内容相同。但是在夏亚成功夺取“木马”后则采用节选部分电影版中的情节，以夏亚在名为“泽克诺瓦”的现象中消失结尾。这里的“木马”之后就被改成第一集中的“佐冬”号继续发挥作用。虽然原版《机动战士高达》中登场的地球联邦军舰长保罗·卡修斯在夏亚破坏“木马”的舰桥时正在指挥“木马”，但出现在屏幕上的“木马”，其舰籍编号是“LMSD-70”，并不是“白色基地”（飞马级2号舰），而是原版《机动战士高达》动画正片中未登场的飞马级1号舰“飞马”号的编号。由此可见，本集相比原版《机动战士高达》，不仅仅是夏亚抢夺高达这一情节，在前提设定上还有很多细微的差别。与电影先行版相比，本集后半部分进行了大幅删减，尤其是所罗门坠落计划被阻止、夏亚失踪之前的场景，本集采用了由夏里亚·布尔的视角旁白来一带而过。夏里亚·布尔原本是仅在《机动战士高达》第39集中《新人类，夏里亚·布尔》中仅登场1集的角色。然而在本剧中，他以重要角色的身份意外回归，在令和时代更是收获了“绿大叔”这一称呼。在剧中，夏亚夺取了高达以及“木马”后试图逃往宇宙时，遇到了从地球联邦军旗下萨拉米斯级巡洋舰上出击的两架机动战士拦截，其中一架在监控画面上显示型号为“RX-78-01”，而夏亚在见到这个型号后将其唤作“高达一号机”。

### 对以往作品的致敬
本集中充满了对《机动战士高达》的致敬。片头动画中主人公全力冲刺的画面，也能看出疑似致敬《机动战士Z高达》第24集后所使用的片头动画。而副歌部分的战斗场景中，红色高达用盾牌保护GQuuuuuuX，使其从爆炸中现身的画面则完全是对《机动战士Z高达》片头动画片头高达MK-Ⅱ相关画面的致敬。开篇场面对扎古独眼的特写，以及入侵七号殖民卫星群的场景，其中包括扎古钩住天花板上类似操纵杆的东西，脱落的操纵杆在宇宙中漂浮等画面，都是对《机动战士高达》中经典场景的再现。而本集中，高达站立在大地的场景、用光束军刀贯穿钢加农腹部的场景、踢飞高达1号机等场景大量运用了原版《机动战士高达》中经典画面的构图。伴随着《机动战士高达》中曾出现过的背景音乐，夏亚说出了一句句《机动战士高达》中的经典台词，例如“高达，出击。”、“那么，就让我好好见识一下这架机动战士的性能吧”（では、見せてもらおうか。このモビルスーツの性能とやらを）。
本集还加入了电影版所没有的广告时段前后的“转场画面”，其中除了出现仿照《机动战士高达》风格设计的Logo、背景音乐和音效，还还原了高达挥舞光束军刀的经典定格画面。本集有三个转场画面，前两次出现在广告插入前后，第一个转场画面仅仅是比较简洁的正片标题，与动画《机动战士高达》第1集中使用的效果一样；第二个转场画面虽然看起来与第一个没有区别，但其实可以看出是对《机动战士高达》第2集到第11集中转场画面的致敬。第三个转场画面出现在故事进展过程中，在夏亚驾驶的机动战士用光束军刀击破对手，并说出“这就是高达吗……这台机动战士说不定会成为今后战略的关键”这句重要台词之后突然插入，这个转场动画完全重现了动画《机动战士高达》第12集到第42集所使用的转场画面。

## 宣传和播映
就在第一集的结尾，画面上播放了一段十几秒长、采用了下一集正片片段的预告。这段预告提到本集的标题为《白色高达》，伴随着预告而起的是尼娅安的旁白“吉翁独立战争末期，联邦军的机动战士‘高达’启动……”，对应的预告片段则出现了已经上映的先行版电影前半部分画面。在此之前电影版公开时，导演鹤卷和哉曾表示：“这部作品在电视系列播出时，不会是电影中的呈现形式。电影中有许多独特的情节衔接和场景，是在电视上看不到的。”就在前一集播出后不久，庵野秀明就透露由本剧导演鹤卷和哉亲自绘制分镜的片头动画即将在本集登场。他表示“片头动画，是鹤卷导演的倾力之作”，“鹤卷导演在绘制片头分镜时苦恼了很久，我觉得他的努力有了回报”，还呼吁大家“真的非常精彩，一定要去看”。
制作方于4月16日凌晨公開了本作無字幕片頭動畫影像。这段片头曲影像由鹤卷和哉导演亲自负责分镜和演出，采用明快的色彩和充满跃动感的角色动作。随着《Plazma》的响起，出现了主人公玛秋的侧脸，并展现她与其驾驶的GQuuuuuuX一起向前全力冲刺，而到了结尾处所有主要角色，包括尼娅安与修司，甚至夏里亚·布尔与泽维尔·奥利维也加入，一同全力奔跑。
本集播出的同一天，制作方在本剧官方X账号上公开了本集出场的机体以及角色，其中就包括与夏亚展开激战的“高达1号机”、炮击专用机动战士“钢加农”、黄土色涂装的“联邦缴获型扎古”以及众多宇宙战舰等。更新的人物则是与前一集的玛秋、尼娅安等人气质完全不同的吉翁公国军人。而官方YouTube频道则从4月19日起上架了带有解说音轨的《机动战士高达》第1集与第39集，帮助那些想了解夏里亚·布尔但对宇宙世纪不太了解的高达系列新观众。

### 电台播映与流媒体上架
本集在日本时间4月16日凌晨1点于Prime Video平台上线，在美国则是4月15日太平洋时间上午9点、东部时间中午12点，在英国则是夏令时下午5点。前一集在BS11播映时受影响在4月12日晚上21点才开始，本集则被调整到周六晚间19点播出。
伴随着本集的热播，PREMIUM BANDAI于4月16日16点起，开启了以本剧中机体为主题的模型玩具“METAL ROBOT 魂＜SIDE MS＞白色高达”的二次预约售卖。

## 评价与反响
在Anime News Network上，本集的社区评分为4.4。劳伦·奥尔西尼（Lauren Orsini）认为本集剧情节奏缓慢、情节冗余，还充斥着只有深度高达粉丝才懂的内容。劳伦甚至质疑将冗长的序幕做成电视动画的第2集是否合适。But Why Tho?的里奇·哈里珀萨德（Ridge Harripersad）给本集打分7.5（总分10分），他表示本集虽有大量信息输出，可能对新观众不太友好，但从整体来看，在怀旧与现代元素的融合上表现出色，且剧情在加快了节奏的同时还解答了部分第1集的疑问。Bubbleblabber的戴维·卡尔多（David Kaldor）则认为本集对经典场景的致敬和重制让老粉丝看得开心，但作为平行宇宙故事内容不够丰富，整体表现尚可，评分为7分（总分10分）。漫画书资源网的安杰洛·德洛斯·特里诺斯（Angelo Delos Trinos）评价本集在动画制作上表现出色，但在剧情深度表现方面仅是较为浅薄的同人小说水平，难以与优秀的制作水平相匹配，满分10分之下给予本集7分的评分。Game Rant的塞巴斯蒂安·奥西奥（Sebastián Osío）认为本集以精美的二维动画、经典的配乐与音效，在颠覆宇宙世纪时间线的设定下重新诠释经典高达系列，为新老粉丝提供了全新的观赏体验。福布斯的奥利·巴德尔（Ollie Barder）表示本集通过时间线回溯展现“假如夏亚发现RX-78-02高达而非阿姆罗”的设想，虽致敬经典但因角色设定违和、配音演员更换及内容更偏向老粉丝，让人感觉怪异，不过随着背景故事讲完必将回归当下时间线的有趣剧情。VirtualGorilla+上的腐ってもみかん发文称这一集借夏亚抢夺高达等情节，展现剧情目的与角色定位的变化，在深入探讨新人类概念的同时，也分析了敌人形象与“新人类被利用”的剧情走向。他表示期待今后的剧情中主人公玛秋能展现新的新人类形象，传达“人们可相互理解”的希望，同时也认为高达系列有对新人类的否定倾向。

## 脚注